# Parroquia de St. John the Baptist
La parroquia de St. John the Baptist (o Parroquia de San Juan Bautista, en inglés: St. John the Baptist Parish, en franés: Paroisse de Saint-Jean-Baptiste), fundada en 1807, es una de las 64 parroquias del estado estadounidense de Luisiana. En el año 2000 tenía una población de 43.044 habitantes con una densidad poblacional de 76 personas por km². La sede de la parroquia es Edgard.

## Geografía
Según la Oficina del Censo, la parroquia tiene un área total de 901 km² (347,9 mi²), de la cual 567 km² (218,9 mi²) es tierra y 334 km² (129 mi²) (37.07%) es agua.

### Parroquias adyacentes
- Parroquia de Tangipahoa - norte
- Lago Pontchartrain - noreste
- Parroquia de St. Charles - sureste
- Parroquia de Lafourche - sur
- Parroquia de St. James - oeste
- Parroquia de Ascension - noroeste
- Parroquia de Livingston - noroeste

## Carreteras
- Interestatal 10
- Interestatal 55
- U.S. Highway 51
- U.S. Highway 61
- Carretera Estatal de Luisiana 18
- Carretera Estatal de Luisiana 44
- Carretera Estatal de Luisiana 3127
- Carretera Estatal de Luisiana 3188
- Carretera Estatal de Luisiana 3213

## Demografía
En el 2000 la renta per cápita promedia de la parroquia era de $39,456, y el ingreso promedio para una familia era de $43,925. En 2000 los hombres tenían un ingreso per cápita de $37,293 versus $22,323 para las mujeres. El ingreso per cápita para la parroquia era de $15,445. Alrededor del 16.70% de la población estaba bajo el umbral de pobreza nacional.

## Comunidades
| - Edgard - Garyville | - LaPlace - Reserve | - Ruddock - Wallace |